# 41988 Emilyjoseph
41988 Emilyjoseph è un asteroide della fascia principale. Scoperto nel 2000, presenta un'orbita caratterizzata da un semiasse maggiore pari a 2,8989074 au e da un'eccentricità di 0,0463183, inclinata di 2,76620° rispetto all'eclittica.